# 毛鼠尾粟
毛鼠尾粟（学名：Sporobolus pilifer）为禾本科鼠尾粟属下的一个种。